# Stefan Schimmer
Stefan Schimmer (* 28. April 1994 in Wertingen) ist ein deutscher Fußballspieler, der beim 1. FC Heidenheim unter Vertrag steht.

## Karriere
Schimmer spielte in der Jugend für den TSV Wertingen und den FC Gundelfingen, wo er auch seine ersten Einsätze im Erwachsenenbereich hatte. Im Juli 2016 wechselte er zum FC Memmingen in die Regionalliga Bayern. Im Juli 2017 verpflichtete ihn die Spielvereinigung Unterhaching, bei der er am 22. Juli 2017 seinen ersten Einsatz im Profifußball hatte. Im Spiel gegen die zweite Mannschaft von Werder Bremen wurde er in der 71. Minute für Jim-Patrick Müller eingewechselt. Für die Oberbayern kam Schimmer in 74 Pflichtspielen zum Einsatz und konnte 26 Tore sowie sieben Vorlagen beisteuern.
Nach dem 2. Spieltag der Zweitligasaison 2019/20 erhielt der Stürmer beim 1. FC Heidenheim einen bis Juni 2023 gültigen Vertrag. Am 24. Februar 2023 verlängert Schimmer seinen Vertrag um drei weitere Jahre.

## Erfolge
- Meister 2. Bundesliga 2023 und Aufstieg in die Bundesliga